# The 1975
The 1975 — англійська поп-рок-група, створена в 2002 році у Вілмслоу, графство Чешир. Зараз базуються у Манчестері. Гурт складається з головного вокаліста та ритм-гітариста Метью «Метті» Хілі, гітариста Адама Ханна, басиста Росса Макдональда та барабанщика Джорджа Деніела.
1975 здобув визнання за ліризм і дослідження еклектичного діапазону жанрів, таких як попрок, синті-поп, R&B, електропоп, нові хвильові форми електронної музики (герідж, тустеп-герідж і ембієнт), і форми рок-музики (шугейзинг, постпанк і пост-рок), а також елементи джазу, соулу і госпелу.

## Історія

### 2002–2011: Заснування
Лідер гурту, Метті Хілі, син акторів Деніз Велч і Тіма Хілі, виріс у Ньюкаслі та Чеширі. У 2002 році він познайомився з Россом Макдональдом, Адамом Ганном і Джорджем Деніелом у середній школі у Вілмслоу; вони грали разом. Гурт утворився, коли працівник місцевої ради організував концерти для підлітків. 
Ганн запросив учасників сформувати групу, в перші дні вони виконували кавери на панк-пісні в місцевому клубі. Спочатку Хілі був барабанщиком, але зайняв місце вокаліста після того, як попередній співак пішов, щоб створити іншу групу (це був Елліот Вільямс з інді-рок-групи Editors). Джордж Деніел був прийнятий на роботу новим барабанщиком.
Група раніше виступала під назвми Me and You Versus Them, Forever Drawing Six, Talkhouse, the Slowdown, Bigsleep, і Drive Like I Do, перш ніж зупинитися на The 1975. Хілі розповідає, що ця назва була створена через написи, знайдені на задній сторінці книги Джека Керуака «В дорозі», які були датовані 1 червня 1975 року.

### 2012–2014: Рання кар’єра та дебютний альбом
У серпні 2012 року у Великобританії вийшов EP Facedown з головною композицією «The City», яка також була представлена в рамках шоу BBC Introducing з Хью Стівенсом на BBC Radio 1. The 1975 знову привернув увагу національного радіо наприкінці 2012 року, коли ді-джей BBC Radio 1 Зейн Лоу виступив за їхній сингл «Sex» з однойменного EP, який був випущений 19 листопада. 
The 1975 гастролювали, щоб підтримувати релізи та нарощувати ажіотаж перед випуском дебюту. Гурт підтримував Muse у другому етапі The 2nd Law World Tour на стадіоні Emirates в Лондоні 26 травня 2013 року. Вони також гастролювали з The Neighbourhood у Сполучених Штатах у червні 2013 року і підтримували The Rolling Stones у Гайд-парку 13 липня. У серпні гурт виступав на сцені Festival Republic на 2013 Reading and Leeds Festivals.
У статті Елліот Мітчелл з When the Gramophone Rings написав, що випуск низки EP перед дебютним альбомом був «ходом, який він вважав необхідним для надання контексту широкому звучанню гурту, а не просто створення лише синглів». Хілі сказав: «Ми б не змогли випустити альбом, не випустивши перший EP, оскільки хотіли переконатися, що зможемо правильно висловити себе, перш ніж кинути цей довгий, амбітний дебютний альбом на людей».
Однойменний дебют, The 1975, випущений 2 вересня 2013 року, співпродюсером його виступив Майк Кроссі, відомий роботою з Arctic Monkeys and Foals. Концерти були розпродані ще до дебюту повноформатного альбому, як Хілі згадував в інтерв'ю Ларрі Хіту з The AU Review. Головним синглом був перероблений "Sex" випущений 26 серпня 2013 року. Прем'єра пісні відбулася в шоу Зейна Лоу на BBC Radio 1 8 липня 2013 року, а прем'єра музичного відео на YouTube відбулася 26 липня. Альбом дебютував на першому місці в британському чарті альбомів.
The 1975 гастролював у Великобританії у вересні 2013 року, виступав у Кінгстоні-апон-Халл як хедлайнер на Freedom Festival. У жовтні гурт здійснив північноамериканський тур, у листопаді – європейський, а в січні 2014 року гурт виступив у Новій Зеландії та Австралії. У вересні 2013 року гурт відіграв три аншлагові концерти в лондонському Shepherd's Bush Empire. У квітні 2014 року група вперше виступила на великому американському фестивалі Коачелла. Того ж місяця група виступала в Royal Albert Hall. 

### 2015–2017:I Like It When You Sleep, for You Are So Beautiful yet So Unaware of It
1 червня 2015 року соціальні акаунти гурту були закриті, що викликало чутки. Комікс опублікований у Twitter Хілі напередодні, пізніше опублікований також в обліковому записі їхнього менеджера (Джеймі Оборна), викликав припущення про розпад гурту. Наступного дня облікові записи були відновлені, але зображення на обкладинці та фотографії профілю були білими та світло-рожевими, а не звичайними чорно-білими, що свідчило про рекламний хід.
8 жовтня група оголосила про другий альбом I Like It When You Sleep, for You Are So Beautiful yet So Unaware of It. Вони презентували головний сингл «Love Me», одночасно плануючи тур підтримки по Європі, Північній Америці та Азії. 10 грудня представили другий сингл «UGH!» на Beats 1. Третій сингл альбому, "The Sound", дебютував на BBC Radio 1 14 січня 2016 року. Гурт року випустив четвертий сингл «Somebody Else» 15 лютого на Beats 1 перед релізом альбому. Прем'єра "A Change of Heart" відбулася на радіо 1 22 лютого, за чотири дні до виходу альбому.
NME, який раніше дуже критично ставився до гурту, похвалив альбом за його масштаби та амбіції. Пізніше вони назвали його своїм альбомом року 2016. У більш змішаній рецензії Rolling Stone розкритикував такі треки, як "Lostmyhead" і "Please Be Naked" за те, що вони "нудно-плавні", але похвалив пісні "Somebody Else", "Loving Someone" і "Love Me".
Альбом випущений 26 лютого та очолив UK Albums Chart і US Billboard 200. Гурт випустив безкоштовне завантаження «How to Draw» у Twitter та через Target Exclusive. Він увійшов у шорт-лист Mercury Music Prize 2016 і був номінований на Альбом року на Brit Awards 2017.

### 2017–2019:A Brief Inquiry into Online Relationships
13 листопада 2016 року учасник Джордж Деніел натякнув на третій альбом гурту, опублікувавши у своєму Instagram-акаунті відео з підписом «2018», що містить фрагменти аудіо разом із Хілі, який грає на клавішних.
У березні 2017 року гурт підтвердив, що дві пісні для нового альбому вже написані. У червні Хілі підтвердив, що Drive Like I Do, одна з попередніх інкарнацій The 1975, випустить дебютний альбом як сайд-проект «через кілька років».
У листопаді Хілі анонсував випуск EP у 2017 році. Крім того, що було підтверджено, EP було відкладено на 2018 рік, а менеджер Джеймі Оборн заявив, що замість цього буде випущено «щось»; це був дебютний концертний альбом гурту DH00278. Він також підтвердив, що жодні сингли з Music for Cars не будуть випущені у 2017 році, а група підтвердила, що щось буде випущено 1 червня 2018 року.
У березні 2018 року група видалила багато медіаповідомлень у своїх акаунтах, починаючи з липня 2017 року, під час їхнього останнього шоу на Latitude Festival для I Like It When You Sleep, for You Are So Beautiful yet So Unaware of It. 22 квітня 2018 року, у відповідь на коментар фанів у Twitter, Оборн заявив, що кампанія їхнього другого альбому триватиме «ще кілька днів». 
На початку травня 2018 року гурт оновив вебсайт, щоб показати таймер з відліком до 1 червня, і знову став активним в соціальних мережах. 31 травня 2018 року група випустила сингл «Give Yourself a Try», після прем'єри як «Hottest Record in the World» Енні Мак на BBC Radio 1 того ж дня.
Альбом отримав майже загальне визнання критиків. За даними агрегатора оглядів Metacritic, альбом отримав зважену оцінку 83 на основі 29 рецензій, що вказує на «всесвітнє визнання». 
Гурт був хедлайнером Big Weekend Radio 1 у Стюарт-парку, Міддлсбро 26 травня 2019 року, а також фестивалю в Редінгу та Лідсі в серпні 2019 року.
Альбом увійшов у шорт-лист Mercury Music Prize 2019 і отримав нагороду за британський альбом року на Brit Awards 2019.

### 2019–2021:Notes on a Conditional Form
24 липня 2019 року була випущена вступна пісня "Notes on a Conditional Form" під назвою The 1975, за участю активістки з клімату Грети Тунберг, прибутки від пісні спрямували на Extinction Rebellion. Головний сингл під назвою «People» вийшов 22 серпня 2019 року. Другий сингл під назвою «Frail State of Mind» випущений 24 жовтня. Відео на пісню було опубліковано 30 листопада 2019 року. Наступний сингл «Me & You Together Song» вийшов 16 січня 2020 року.
15 лютого група здійснила тур по Великобританії, який тривав до 3 березня 2020 року. 17 лютого 2020 року гурт заснував вебсайт «цифрової детоксикації» під назвою MindShowerAI, який містив зворотний відлік до наступного синглу, а також кілька дивних повідомлень, як-от «Я займаюся своїм розумом і своїм життям!» і «Я відчуваю комфорт і повагу». Четвертий сингл «The Birthday Party» випущений 19 лютого 2020 року в кінці зворотного відліку вебсайту. 3 квітня гурт випустив «Jesus Christ 2005 God Bless America ", з вокалом Фібі Бріджерс, за яким послідувала "If You're Too Shy (Let Me Know)" з вокалом FKA Twigs, 23 квітня 2020 року.
Четвертий альбом гурту Notes on a Conditional Form випущений 22 травня 2020 року. Він став четвертим поспіль альбомом гурту, який посів номер один у британському чарті альбомів, а також номер один в Австралії та четвертий у Сполучених Штатах. 

### 2021–дотепер: Drive Like I Do, No Rome
На початку 2021 року багато концертів гурту 2020 року, які були відкладені через пандемію COVID-19, були остаточно скасовані. За цей час соліст Метті Хілі анонсував майбутню роботу під назвою Drive Like I Do і сказав що група працює над п'ятим студійним альбомом, хоча не було жодних вказівок на те, коли будуть завершені написання, запис, зведення тощо.
У лютому 2021 року музикант No Rome оголосив, що працює над треком The 1975 разом із Charli XCX. У березні 2021 року був випущений EP Beabadoobee's Our Extended Play, який Хілі та Деніел продюсували та написали у співавторстві.
У жовтні 2021 року Хілі виступав на відкритті для Фібі Брідджерс у Грецькому театрі в Лос-Анджелесі під час її Reunion Tour. Він виконав дві нові пісні, одну під назвою New York.
14 лютого 2022 року гурт дезактивував свої основні акаунти в соціальних мережах, натякаючи на новий матеріал.
У липні 2022 року випущено пісню Part of the Band, у якій індіпоп поєднано з фолковими шотландськими мотивами.

## Учасники групи
- Метті Хілі — вокал, гітара, клавішні
- Адам Ханн — гітара, клавішні, бек-вокал
- Росс Макдональд — бас-гітара, клавішні, бек-вокал
- Джордж Деніел — ударні, перкусія, клавішні, бек-вокал

#### Сесійні та гастрольні музиканти
- Джон Во – саксофон, клавішні (2013 – дотепер)
- Джеймі Сквайр — клавішні, ритм-гітара, бек-вокал (2015 — дотепер)
- Тейтлін Джей — бек-вокал, танці (2018 – 2020)
- Кейлі Джей — бек-вокал, танці (2018 – 2020)
- Поллі Мані - бек-вокал, гітара ( 2022 - дотепер)

## Дискографія

### Студійні альбоми
- The 1975 (2013)
- I Like It When You Sleep, for You Are So Beautiful yet So Unaware of It (2016)
- A Brief Inquiry into Online Relationships (2018)
- Notes on a Conditional Form (2020)
- Being Funny in a Foreign Language (2022)

### Живі альбоми
- DH00278  (2018)
- Live with the BBC Philharmonic Orchestra (2023)